# Naka
Náka — белорусская рок-группа.

## Состав
- Анастасия Шпаковская[бел.] — вокал, фортепиано
- Юрий Сизов — ударные
- Сергей Щурко — гитара
- Ирина Клименко— клавишные
- Алексей Павлович — бас-гитара

## История

### 2004 год
- Год создания группы, первые концерты (клубы г. Минска).
- «Открытие года» (клуб «Граффити»)[2].

### 2005 год
- Песни группы запущены в ротацию на белорусских и украинских радиостанциях (Авторадио, Мир, Сталіца, ХІТ-FM, Рокс, Альфа Радио, Русское радио, украинском I-радио).
- Снят первый live-клип на песню «Хочу уснуть я».
- Подписан контракт с московской рекорд-компанией «Прологмьюзик (RDM)» об издании песен группы в сборниках серии «НАШИ».
- (В релизе «15 НАШИХ» выходит «Дорога»[3], в «16 НАШИХ» — «Кома»)[4]
- Звукозаписывающая компания Grand Records включает песню «Крылья» в сборник «Даешь РОК!».
- Участие в первом независимом конкурсе музыкальных исполнителей в сети Интернет «MuseOn» Участие в фестивале «Окна Открой!»(Санкт-Петербург).
- (специальный приз от рекорд-компании «Бомба-Питер» — включение одной из песен группы в сборник «ОХОТА!-14»).
- Диплом «Открытие года» на II Международном минском фестивале «Открытое небо».
- Презентация первого альбома «Тебе» (лейбл West Records, мастеринг — Юрий Богданов[5]).
- Номинации «Дебют года» и «Рок-княжна» на «Рок-коронации» (музыкальной премии рок-исполнителей в Беларуси).

### 2006 год
- Выступление на фестивале «ОтНАШЕния-2006» (Могилев) Организатор — филиал «НАШЕГО» радио в Могилёве.
- Участие во Втором независимом конкурсе музыкальных исполнителей в сети Интернет «MuseON» (г.Москва) — 2-е место в номинации «рОковой MuseON».
- Выступление на рок-фестивале «Крылья» (г. Москва, Тушино).

### 2007 год
- Участие в третьем независимом конкурсе музыкальных исполнителей в сети Интернет «MuseON» (г.Москва).
- Участие в «IndieFEST» (г. Минск).
- Участие в фестивале «Музыкальный АПЕЛЬСИН» (Минск).
- Выход клипа «Мой герой Т. Б.».
- Выход клипа «Нет меня».

### 2008 год
- Группа пишет открытое письмо музыкальной и немузыкальной общественности, в котором сообщают о возможности бесплатного, легального скачивания первого альбома группы из сети Интернет.
- Открытие сайта фан-клуба.
- Выход клипа «Дорога».
- Выступление на фестивале «отНАШЕния-2008» (г. Могилев).
- Первый концерт в Москве (клуб «Запасник»).
- Запись второго альбома (в студии Сергея Большакова, г. Москва. Выпуск планируется осенью 2009 г.).
- Клип группы «Мой герой Т. Б.» стал одним из победителей фестиваля редких видеоклипов «NO AIR. ВНЕ ЭФИРА».

### 2009 год
Группа работает над своим вторым полноформатным альбомом, однако это не мешает её концертной деятельности. В минском клубе «DAclub» состоялось совместное выступление группы NAKA и БАРТО. В ходе концерта были представлены как старые композиции, так и песни из нового альбома. Также был исполнен антикризисный хит «Скоро всё е..нется».

### 2010 год
В свет выходит второй полноформатный альбом группы «Пора», презентация которого состоялась 29 января в клубе «Реактор».
В треклист альбома вошли две версии скандальной песни «Бяжы»: на русском и на белорусском языке.

### 2011 год
Группа выпускает EP «Собирайтесь», в который вошла заглавная песня второго альбома «Пора», а также две новые композиции «Всех забрали» и «Собирайтесь». Вот как прокомментировала событие лидер группы Анастасия Шпаковская:
 «Песни были написаны где-то летом. И это, возможно, было в известной степени пророчеством. Так получилось, что в свете последних событий песни с такими названиями стали актуальными. Мы их вспомнили и решили сделать такое послание». [3] Архивная копия от 3 сентября 2014 на Wayback Machine
В этом же году в Минске прогремел взрыв в метро, который унёс жизни 17 человек. Это событие отразилось и на творчестве группы: в интернете состоялась премьера EP «За минуту до взрыва».
В июле группа даёт сольный концерт в столичном клубе «LOFT», после которого на гитариста группы Павла Трипутя было совершено нападение. Музыкант был сильно избит хулиганами, вследствие чего группе пришлось отменить предстоящий концерт в Москве.
Это не первый случай нападения на музыкантов группы, ранее концерты приходилось отменять из-за травмы руки бас-гитариста группы.

### 2012 год
В этом году свою деятельность начинает сайд-проект вокалистки Анастасии Шпаковской и пианистки Ирины Клименко Naka Piano.
В рамках проекта проходят концерты, на которых участницы группы исполняют полюбившиеся публике хиты и презентуют несколько новых песен.
Также группа объявляет о начале сбора средств для записи нового альбома «Довольна».

### 2013 год
25 апреля на сцене минского клуба RE:Public состоялась презентация альбома «Довольна», который стал третьим в дискографии группы. К этому моменту в группе сменился бас-гитарист.
Однако ещё одна кадровая перестановка ожидала группу впереди. Практически сразу после концерта группу покинул барабанщик Дмитрий Рыбаков. Сам музыкант никак не прокомментировал своё решение. В связи с этим группе пришлось отменить запланированные концерты в Москве и Киеве и заменить их выступлением Naka Piano.

## Дискография

### Сборники
- «15 наших» («Пролог-мьюзик», Москва)
- «16 наших» («Пролог-мьюзик», Москва)
- «Даёшь рок!» («Грандрекордс», Москва)
- «ОХОТА! 14» («Бомба-Питер», Санкт-Петербург)

### Альбомы
- Тебе[бел.] (2005)[10]
- Пора (2010)[11]
- Довольна (2013)[12][13][14][15]
- Мая малітва (2016)[16][17]

##### Naka Piano
- Piano (2013)[18]
- Игра в правду (2017)[19]

### EP
- «Собирайтесь» (2011 год)
- «За минуту до взрыва» (2011 год)
- «MUZA» (2014 год)[20]

## Фестивали и музыкальные премии
- «Окна открой!» (Санкт-Петербург, 2005)
- «Открытое небо» (Минск, 2005)
- «Рок-коронация» (Минск, 2005)
- «MuseOn-2005», «MuseOn-2006», «MuseOn-2007» (Москва)
- «ОтНАШЕния» (Могилёв, 2006)
- «Крылья» (Москва, 2006)
- «IndieFEST» (Минск, 2007)
- «Музыкальный АПЕЛЬСИН» (Минск, 2007)
- «Рок за Бобров» (Минск, 2012)
- «Окна открой!» (Санкт-Петербург, 2014)